# Kalinowa (powiat Sieradzki)
Kalinowa is een dorp in de Poolse woiwodschap Łódź. De plaats maakt deel uit van de gemeente Błaszki.